# Qin Yiyuan
Qin Yiyuan (pinyin: Qín Yìyuán), född 14 februari 1973, är en kinesisk idrottare som tog två brons i badminton tillsammans med Tang Yongshu vid olympiska sommarspelen 1996 och 2000.